# 4e législature de la Knesset

## Liste des membres de la4eAssembléede laKnesset
| Membre                   | Parti                          | Notes |
| ------------------------ | ------------------------------ | ----- |
| Yosef Almogi             | Mapai                          |       |
| Zalman Aran              | Mapai                          |       |
| Meir Argov               | Mapai                          |       |
| Ami Assaf                | Mapai                          |       |
| David Bar-Rav-Hai        | Mapai                          |       |
| Moshe Baram              | Mapai                          |       |
| Aharon Becker            | Mapai                          |       |
| David Ben-Gurion         | Mapai                          |       |
| Gideon Ben-Yisrael       | Mapai                          |       |
| Herzl Berger             | Mapai                          |       |
| Menachem Cohen           | Mapai                          |       |
| Yitzchok Hutner          | Mapai                          |       |
| Moshe Dayan              | Mapai                          |       |
| Amos Degani              | Mapai                          |       |
| Abba Eban                | Mapai                          |       |
| Yosef Efrati             | Mapai                          |       |
| Levi Eshkol              | Mapai                          |       |
| Yosef Fischer            | Mapai                          |       |
| Akiva Govrin             | Mapai                          |       |
| Yisrael Guri             | Mapai                          |       |
| David Hacohen            | Mapai                          |       |
| Asher Hassin             | Mapai                          |       |
| Avraham Herzfeld         | Mapai                          |       |
| Beba Idelson             | Mapai                          |       |
| Yisrael Kargman          | Mapai                          |       |
| Yona Kesse               | Mapai                          |       |
| Hannah Lamdan            | Mapai                          |       |
| Pinhas Lavon             | Mapai                          |       |
| Kadish Luz               | Mapai                          |       |
| Golda Meir               | Mapai                          |       |
| Mordechai Namir          | Mapai                          |       |
| Dvora Netzer             | Mapai                          |       |
| Baruch Osnia             | Mapai                          |       |
| Shimon Peres             | Mapai                          |       |
| David Petel              | Mapai                          |       |
| Pinhas Sapir             | Mapai                          |       |
| Moshe Sardines           | Mapai                          |       |
| Moshe Sharett            | Mapai                          |       |
| Bechor-Shalom Sheetrit   | Mapai                          |       |
| Shmuel Shoresh           | Mapai                          |       |
| Yizhar Smilansky         | Mapai                          |       |
| Rachel Tzabari           | Mapai                          |       |
| Jenia Tversky            | Mapai                          |       |
| Yisrael Yeshayahu        | Mapai                          |       |
| Giora Yoseftal           | Mapai                          |       |
| Haim Yosef Zadok         | Mapai                          |       |
| Mordechai Zar            | Mapai                          |       |
| Aryeh Altman             | Herut                          |       |
| Binyamin Arditi          | Herut                          |       |
| Binyamin Avniel          | Herut                          |       |
| Yohanan Bader            | Herut                          |       |
| Menachem Begin           | Herut                          |       |
| Aryeh Ben-Eliezer        | Herut                          |       |
| Haim Cohen-Meguri        | Herut                          |       |
| Haim Landau              | Herut                          |       |
| Nahum Levin              | Herut                          |       |
| Eliyahu Meridor          | Herut                          |       |
| Yaakov Meridor           | Herut                          |       |
| Mordechai Olmert         | Herut                          |       |
| Esther Raziel-Naor       | Herut                          |       |
| Shabtai Shikhman         | Herut                          |       |
| Yosef Shofman            | Herut                          |       |
| Eliezer Shostak          | Herut                          |       |
| Shimshon Unichman        | Herut                          |       |
| Shlomo-Yisrael Ben-Meir  | Parti national religieux       |       |
| Yosef Burg               | Parti national religieux       |       |
| Michael Hasani           | Parti national religieux       |       |
| Aharon-Ya'akov Greenberg | Parti national religieux       |       |
| Mordechai Nurock         | Parti national religieux       |       |
| Yitzhak Rafael           | Parti national religieux       |       |
| Tova Sanhadray           | Parti national religieux       |       |
| Binyamin Shahor          | Parti national religieux       |       |
| Haim-Moshe Shapira       | Parti national religieux       |       |
| Moshe Unna               | Parti national religieux       |       |
| Zerach Warhaftig         | Parti national religieux       |       |
| Frija Zoaretz            | Parti national religieux       |       |
| Yisrael Barzilai         | Mapam                          |       |
| Mordechai Bentov         | Mapam                          |       |
| Ya'akov Hazan            | Mapam                          |       |
| Yussuf Hamis             | Mapam                          |       |
| Ya'akov Riftin           | Mapam                          |       |
| Hanan Rubin              | Mapam                          |       |
| Emma Talmi               | Mapam                          |       |
| Meir Ya'ari              | Mapam                          |       |
| Haim Yehuda              | Mapam                          |       |
| Zalman Abramov           | General Zionists               |       |
| Peretz Bernstein         | General Zionists               |       |
| Ezra Ichilov             | General Zionists               |       |
| Moshe Nissim             | General Zionists               |       |
| Elimelekh Rimalt         | General Zionists               |       |
| Yosef Sapir              | General Zionists               |       |
| Yosef Serlin             | General Zionists               |       |
| Zvi Zimmerman            | General Zionists               |       |
| Yigal Allon              | Akhdut HaAvoda                 |       |
| Yisrael Bar-Yehuda       | Akhdut HaAvoda                 |       |
| Yitzhak Ben-Aharon       | Akhdut HaAvoda                 |       |
| Mordechai Bibi           | Akhdut HaAvoda                 |       |
| Moshe Carmel             | Akhdut HaAvoda                 |       |
| Yisrael Galili           | Akhdut HaAvoda                 |       |
| Nahum Nir                | Akhdut HaAvoda                 |       |
| Kalman Kahana            | Front religieux uni            |       |
| Ya'akov Katz             | Front religieux uni            |       |
| Yitzhak-Meir Levin       | Front religieux uni            |       |
| Shlomo Lorincz           | Front religieux uni            |       |
| Binyamin Mintz           | Front religieux uni            |       |
| Menachem Porush          | Front religieux uni            |       |
| Idov Cohen               | Libéraux indépendants (Israël) |       |
| Yitzhak Golan            | Libéraux indépendants (Israël) |       |
| Yizhar Harari            | Libéraux indépendants (Israël) |       |
| Shimon Kanovitch         | Libéraux indépendants (Israël) |       |
| Moshe Kol                | Libéraux indépendants (Israël) |       |
| Pinhas Rosen             | Libéraux indépendants (Israël) |       |
| Shmuel Mikunis           | Maki                           |       |
| Tawfik Toubi             | Maki                           |       |
| Meir Vilner              | Maki                           |       |
| Ahmed A-Dahar            | Progress and Development       |       |
| Elias Nakhleh            | Progress and Development       |       |
| Labib Hussein Abu Rokan  | Cooperation and Brotherhood    |       |
| Yussef Diab              | Cooperation and Brotherhood    |       |
| Mahmud A-Nashaf          | Agriculture and Development    |       |

### Replacements
| MK                   | Replacé           | Parti          | Date             | Notes |
| -------------------- | ----------------- | -------------- | ---------------- | ----- |
| Moshe Sneh           | Meir Vilner       | Maki           | 16 décembre 1959 |       |
| Aharon Yadlin        | Aharon Becker     | Mapai          | 23 mai 1960      |       |
| Yosef Kushnir        | Haim Yehuda       | Mapam          | 10 juillet 1960  |       |
| Ruth Haktin          | Yigal Allon       | Akhdut HaAvoda | 25 octobre 1960  |       |
| Avraham Drori        | Shimshon Unichman | Herut          | 21 mars 1961     |       |
| Shlomo-Ya'akov Gross | Binyamin Mintz    | Akhdut HaAvoda | 30 mai 1961      |       |